# Iwan Petrowitsch Kosyrewski
Iwan Petrowitsch Kosyrewski (russisch Иван Петрович Козыревский; * 1680 in Jakutsk; † 2. Dezemberjul. / 13. Dezember 1734greg. in Moskau) war ein russischer Forschungsreisender.

## Leben
Kosyrewski stammte aus einer polnischen Szlachta-Familie. Der Großvater war im Russisch-Polnischen Krieg 1654–1667 Alexeis I. gefangen und nach Jakutsk verbannt worden. Der Vater war dann ein Jakutsker Kosak.
1701 wurde Kosyrewski mit seinem Vater von dem Jakutsker Woiwoden Traurnicht nach Kamtschatka geschickt, um die dortigen Bewohner zu russischen Untertanen zu machen.
Kosyrewski gehörte 1711 mit dem Kosaken Danila Anzyferow zu den Anführern der Kosaken-Truppe, die gegen den Regionalchef Ossip Mironow und den staatlichen Beauftragten Atlassow rebellierte und beide tötete. Um die Regierungsbehörden zu beschwichtigen, unterwarfen Kosyrewski und Anzyferow die Kamtschadalen, verpflichteten sie zu Tributzahlungen in Form von Kronenzobeln und bauten den Ostrog Bolscherezk (bei dem späteren Ust-Bolscherezk). Im August 1711 fuhren Anzyferow und Kosyrewski mit einer Truppe von 50 Kosaken von Bolscherezk zu den Kurilen und erkundeten die Inseln Schumschu und Paramuschir, um im September nach Bolscherezk zurückzukehren. Ihre Aufzeichnungen waren die ersten Informationen über diese Inseln.
1713 beauftragte der Jakutsker Woiwode Kosyrewski, Informationen über die Südspitze Kamtschatkas, die benachbarten Inseln und Japan zu sammeln, um den Handel mit Japan zu fördern. Kosyrewski besuchte Paramuschir und erstellte eine Dokumentation über die Kurilen und Hokkaidō.
Kosyrewski wurde 1717 Mönch mit dem Namen Ignati und gründete in Kamtschatka an der Kamtschatka die Uspenski-Einsiedelei. 1720 wurde er wegen des Aufstands 1711 verhaftet, nach Jakutsk gebracht und zum Erbauer der Klöster Pokrowski (1721) und Spasski (1722) ernannt.
Als 1724 der Archimandrit Feofan mit einem Haftbefehl des Metropoliten von Tobolsk und Sibirien Antoni Stachowski nach Jakutsk zurückkehrte, flüchtete Kosyrewski nach Tobolsk, wo er vom Gouverneur Sibiriens Fürst Michail Dolgorukow wohlwollend aufgenommen wurde. Dolgorukow wandte sich persönlich an Vitus Bering und riet ihm, Kosyrewski an die Pazifik-Küste mitzunehmen. Aber die belastende Vergangenheit verhinderte Kosyrewskis Teilnahme an der ersten Kamtschatka-Expedition. 1726 traf Kosyrewski Vitus Bering in Jakutsk und übergab ihm sein Werk über die Südspitze Kamtschatkas und die Inseln bis zu den Inseln Matmaiski und Nifon.
Kosyrewski baute für sich das Schiff Ewers und fuhr im August 1728 im Auftrag Afanassi Schestakows auf der Lena hinunter bis zum Arktischen Ozean, um dann in Siktach an der Lena zu überwintern, wie später Lew Berg herausfand.
Im März 1730 übergab Kosyrewski in Moskau der Kaiserin Anna eine Bittschrift, in der er seine Verdienste um die russisch-orthodoxe Erschließung Kamtschatkas darlegte. Er wurde ehrenvoll empfangen, und in den St. Petersburger Nachrichten erschien ein Artikel über die von ihm entdeckten Kurilen und eine mögliche Japan-Expedition. Allerdings beschwerte er sich beim Heiligen Synod über den Tobolsker Metropoliten, der sich seinerseits über Kosyrewskis Flucht 1724 beschwerte und an die Tötung Atlassows 1711 erinnerte. Nach einer neuen Untersuchung mit Verhören und Folter verkündete General Semjon Saltykow die Verbannung Kosyrewskis in das Kloster in Ugrescha. Nach weiteren Untersuchungen entzog der Heilige Synod Kosyrewski das Priesteramt und den Mönchstatus und übergab den Fall dem staatlichen Justiz-Kollegium. Im Januar 1732 wurde das Todesurteil beschlossen.
Kosyrewski starb am 13. Dezember 1734 im Moskauer Gefängnis, wie das dortige Senatskontor dem Senat in St. Petersburg mitteilte.
Kosyrewskis Namen tragen ein Kap und ein Berg auf Paramuschir, eine Bucht und ein Kap von Schumschu und ein Fluss und eine Siedlung in Kamtschatka.